# Paspalum soboliferum
Paspalum soboliferum là một loài cỏ thuộc họ Poaceae.
Loài này chỉ có ở Ecuador.